# Chaenogaleus macrostoma
Espèce
Répartition géographique
Statut de conservation UICN

 VU A2bd+3bd : Vulnérable
Chaenogaleus macrostoma ou Milandre harpon est une espèce de requins.

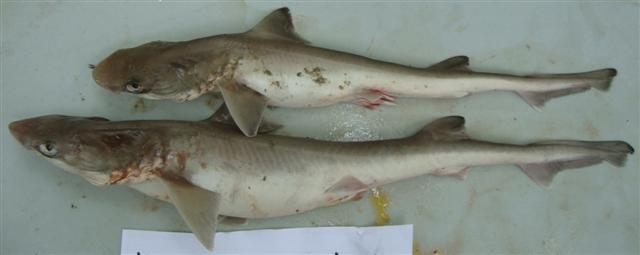
Chaenogaleus macrostoma, port de Ranong, Thaïlande